# Johannes Messenius

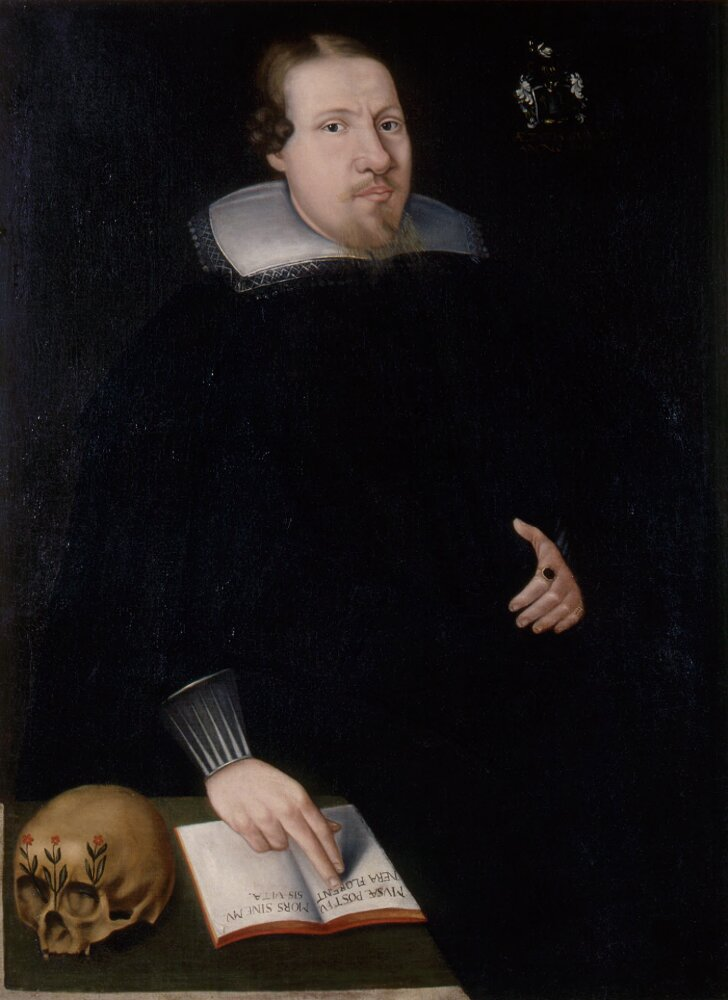
Johannes Messenius

Johannes Messenius (* 1579 in Motala, Schweden; † 1636 in Oulu, Finnland) war ein schwedischer Schriftsteller und Historiker.

## Leben und Werk
Er lernte im Braunsberger Jesuitenseminar des Lyceum Hosianums, aber bekannte sich nach seiner Heimkehr nach Schweden am Anfang des 17. Jahrhunderts zum lutherischen Glauben.
Von 1609 bis 1613 war Messenius als Professor für Jura und Politik in der Universität von Uppsala tätig. Er war ein guter und beliebter Lehrer, aber er konnte seinen autoritären Kollegen, Prof. Johannes Rudbeckius nicht leiden. Durch den Streit mit diesem musste Messenius seinen Lehrstuhl verlassen.
Im Jahr 1616 wurde Messenius eine geheime Mitgliedschaft in Jesuitenorden und illegale Verbindungen mit dem katholischen Polen vorgeworfen, weswegen er zu einer Gefängnisstrafe von 20 Jahren verurteilt wurde.
Während seiner Gefangenschaft in der Burg der nordfinnischen Stadt Kajaani schrieb Messenius sein wichtigstes, 20-teiliges Werk Scondia illustrata, mit dem er alte Urkunden und Sagen kritisch erläutern wollte, um ein unverfälschtes Bild über die Geschichte zu ermitteln. 
In der Gefangenenzelle von Messenius entstand auch das Werk Rimkronika om Finland och dess inbyggare (dt. ‚Reimchronik über Finnland und seine Einwohner‘), das den Autor zum ersten Historiker Finnlands machte. Ähnliche Chroniken, auf die Art der schwedischen mittelalterlichen Reimchroniken, schrieb Messenius auch über die Stadt Stockholm und die mittelschwedische Landschaft Dalarna.
Johannes Messenius starb kurz nach seiner langen Gefangenschaft in Oulu. Im Dom derselben Stadt ist ein Gemälde (wahrscheinlich von Cornelius Arendtz) von ihm, und die finnischen Städte Kajaani und Helsinki haben seine Erinnerung durch Benennung einer Straße nach ihm bewahrt.